# Vuelta a La Rioja 2010
La 50.ª edición de la Vuelta a La Rioja se disputó el domingo 25 de abril de 2010, por un circuito por los Cameros y la Rioja Alta (incluyendo unos kilómetros de paso por las provincias de Soria y Álava) con inicio y final en Logroño, sobre un trazado de 199,5 kilómetros.
El itinerario se inició en Logroño, continuó por (Lardero), Islallana, Castañares de las Cuevas, Panzares (Torrecilla en Cameros), Pradillo, Villanueva de Cameros, Villoslada de Cameros (Meta Volante), (límite provincial de Soria), (Montenegro de Cameros), Alto de Montenegro (1.ª categoría, cima Félix Iglesias), (límite provincial de La Rioja), Viniegra de Arriba, Viniegra de Abajo, Anguiano, Bobadilla, Baños de Río Tobía, Badarán, Villar de Torre, Cirueña (Sprint Especial), Santo Domingo de la Calzada, Castañares de Rioja (Casalarreina), (Cuzcurritilla), (Gimileo), Briones, San Vicente de la Sonsierra, Rivas de Tereso, Alto de Rivas de Tereso (3.ª categoría), límite provincial de Álava, Peñacerrada, Alto de Herrera (2.ª categoría), Leza (Navaridas), Elciego, Lapuebla de Labarca, límite provincial de La Rioja, Fuenmayor, Bodegas Altanza (Sprint Especial) y finalizó en Logroño. Los núcleos de población escritos entre paréntesis no figuraban en la hoja de ruta, pero se incluyen a título orientativo.
La prueba perteneció al UCI Europe Tour de los Circuitos Continentales UCI, dentro de la categoría 1.1.
Participaron los mismos equipos que un día antes disputaron el Gran Premio de Llodio 2010. Formando así un pelotón de 109 ciclistas, con 8 corredores cada equipo (excepto el Footon-Servetto, el Carmiooro-NGC y el Heraklion Kastro-Murcia, que salieron con 7), de los que finalizaron 84.
El ganador fue Ángel Vicioso superando a su compañero de fuga Aitor Pérez Arrieta. Tercero fue Marcos García, al vencer el sprint de un terceto perseguidor.
En las clasificaciones secundarias se impusieron John Martínez (montaña y combinada), Oleg Chuzhda (metas volantes), Fabio Duarte (sprints especiales), Romain Sicard (sub-23), Pablo Lastras (combatividad) y Caisse d'Epargne (equipos).

## Clasificación final
| \| Posición \| Ciclista \| Equipo \| Tiempo \| \| -------- \| ------------------- \| ----------------------------------- \| ---------- \| \| 1. \| Ángel Vicioso \| Andalucía-CajaSur \| 5h 35' 10" \| \| 2. \| Aitor Pérez Arrieta \| Footon-Servetto \| m.t. \| \| 3. \| Marcos García \| Xacobeo Galicia \| + 17" \| \| 4. \| Jérôme Coppel \| Saur-Sojasun \| m.t. \| \| 5. \| David Arroyo \| Caisse d'Epargne \| m.t. \| \| 6. \| Tino Zaballa \| Loule-Louletano \| + 37" \| \| 7. \| Alberto Losada \| Caisse d'Epargne \| m.t. \| \| 8. \| Fabio Duarte \| Café de Colombia-Colombia es Pasión \| + 55" \| \| 9. \| Romain Sicard \| Euskaltel-Euskadi \| + 1' 36" \| \| 10. \| Andrey Amador \| Caisse d'Epargne \| m.t. \| |                     |                                     |            |
| Posición | Ciclista            | Equipo                              | Tiempo     |
| 1. | Ángel Vicioso       | Andalucía-CajaSur                   | 5h 35' 10" |
| 2. | Aitor Pérez Arrieta | Footon-Servetto                     | m.t.       |
| 3. | Marcos García       | Xacobeo Galicia                     | + 17"      |
| 4. | Jérôme Coppel       | Saur-Sojasun                        | m.t.       |
| 5. | David Arroyo        | Caisse d'Epargne                    | m.t.       |
| 6. | Tino Zaballa        | Loule-Louletano                     | + 37"      |
| 7. | Alberto Losada      | Caisse d'Epargne                    | m.t.       |
| 8. | Fabio Duarte        | Café de Colombia-Colombia es Pasión | + 55"      |
| 9. | Romain Sicard       | Euskaltel-Euskadi                   | + 1' 36"   |
| 10. | Andrey Amador       | Caisse d'Epargne                    | m.t.       |